# 李富玉
李富玉（1978年5月9日—），出生于山东省乳山市育黎镇南夼村，中華人民共和國自行車運動員。

## 經歷
- 上初中时，曾是一名中长跑运动员。因为伤病，李富玉失去入选市队的机会[2]
- 1994年进入山东省自行车队试训[2]
- 1995年進入國家隊
- 2005年，加入馬可波羅洲際隊，後隨隊參加了亞洲以及歐洲的賽事，因表現十分出色，僅花一年的時間便成為車隊的主力車手。在年初的環泰國公路自行車賽中，他還穿上了代表總成績第一名的黃衫。憑借兩個賽季在車隊中的良好表現，馬可波羅隊將其推薦給美國探索頻道車隊。
- 2005年十運會男子180公里公路賽冠軍
- 2006年5月德國的威斯伐倫大獎賽奪冠，為第一位在歐洲的自行車大賽中奪冠的中國人。
- 2008年10月，成为山东省自行车队教练[2]
- 2009年3月，全国山地自行车冠军赛上，李富玉做为教练带领山东队参赛。女子山地车越野赛中，山东队高小宁经李富玉的提醒后为逃避药检，在终点线前掉头往回骑[3]。
- 2009年十一运会自行车男子公路个人计时赛冠军
- 2010年3月，比利时弗拉德斯赛中检测，被发现双氯醇胺的违禁成份。国际自行车联盟对李富玉做出临时禁赛的处罚。其后中国自行车联合会确认，B瓶药检结果呈阳性[4][5]。李富玉则否认自己服用兴奋剂[5]。

## 家庭
2008年与王玥结婚。2009年，儿子出生。